# میدل‌تاون (آیووا)
میدل‌تاون (به انگلیسی: Middletown) شهری در ایالت آیووا کشور ایالات متحده آمریکا است که جمعیت آن در سرشماری سال ۲۰۱۰ میلادی، ۳۱۸ نفر بوده‌است.